# بوينتس أوف أوثوريتي
بوينتس أوف أوثوريتي (بالإنجليزية: Points of Authority)‏ هي أغنية لفرقة الروك الأمريكية «لينكين بارك (Linkin Park)»، وهي الأغنية الرابعة في الألبوم «هايبرد ثيوري (Hybrid Theory)»، حازت الأغنية على المرتبة رقم 9 في المملكة المتحدة.